# Zaboryszki (gmina)
Zaboryszki (od 1952 Szypliszki) – dawna gmina wiejska istniejąca do 1952 roku w woj. białostockim. Nazwa gminy pochodzi od wsi Zaboryszki, lecz siedzibą gminy były Szypliszki.
Za czasów Królestwa Polskiego gmina należała do powiatu suwalskiego w guberni suwalskiej. W okresie międzywojennym gmina Zaboryszki należała do powiatu suwalskiego w woj. białostockim. Po wojnie gmina zachowała przynależność administracyjną. 25 czerwca 1952 roku do gminy Zaboryszki przyłączono część obszaru znoszonej gminy Andrzejewo; równocześnie zmieniono nazwę gminy Zaboryszki  na gminę Szypliszki.

## Historia

### Wójtowie
1. Józef Staśkiewicz (1912–1913)
2. Stanisław Senda (1918–1920)
3. Józef Jakubanis, zam. Lipniak (do września 1939)

### Członkowie rady gminnej, wybrani w 1920 roku
- Kazimierz Burzyński
- Wincenty Chrapowicki
- Antoni Gref
- Andrzej Jakubanis, zam. Lipniak
- Władysław Kuczyński, zam. Gilusznik
- Leon Lutkiewicz
- Józef Motulewicz
- Józef Staśkiewicz
- Jan Wasilewski
- Konstanty Wąsewicz
- Stanisław Zdancewicz
- Bolesław Zdancewicz

### Delegaci gminy Zaboryszki do Tymczasowej Rady Powiatowej Suwalskiej  i Sejmiku Powiatowego w 1919 roku
- Antoni Lutyński
- Michał Staśkiewicz

### Delegaci gminy Zaboryszki do Sejmiku Powiatowego w 1920 roku
- Andrzej Jakubanis, zam. Lipniak
- Władysław Kuczyński, zam. Gilusznik

### Liczba ludności gminy
| 1927 rok | 1935 rok |
| -------- | -------- |
| 2771     | 3352     |